# Wawrzyńcowice
Wawrzyńcowice [pronunciación en polaco: /vavʐɨɲt͡sɔˈvit͡sɛ/], alemán Lorenzdorf es un pueblo ubicado en el distrito administrativo de Gmina Strzeleczki (Gemeinde Klein Strehlitz), dentro del Condado de Krapkowice, Voivodato de Opole, en el sur de la región polaca occidental de Alta Silesia. Se encuentra aproximadamente a 7 kilómetros al suroeste de Strzeleczki (Klein Strehlitz), a 12 kilómetros al suroeste de Krapkowice, y a 29 kilómetros al sur de la capital regional Opole.
Antes de 1945, el área fue parte de Alemania. Desde el entonces 2006 el pueblo, como el resto de la comuna, ha sido bilingüe en alemán y polaco.
El pueblo tiene una población de solo 86 personas.

## Historia
El pueblo surgió en 1679 como Wawrzinowice. El nombre de la ciudad deriva del nombre de Lawrence (Wawrzyniec en polaco, Lorenz en alemán), que es también la derivación del nombre alemán del pueblo, Lorenzdorf (pueblo de Lawrence). Inicialmente el pueblo estaba en posesión de la noble Casa de Schaffgotsch, luego en 1821 pasó a manos del Barón Seherr-Thoss, quien lo vendió en la década de 1860 al Mayor Thiele-Winckler von Miechowitz, cuya familia fue propietaria del pueblo hasta la Segunda Guerra Mundial. Antes de 1945 pertenecía al distrito de Landkreis Neustadt O.S.
En 1945 Silesia fue entregada a Polonia y la población alemana de Lorenzdorf fue expulsada en gran parte. El pueblo pasó a llamarse Wawrzyńcowice y se anexionó a la recién creada Voivodato de Silesia.  En 1950 fue reasignado al Voivodato de Opole,  y en 1999 reasignado del condado de Prudnik (antes Neustadt O.S.) al condado de Krapkowice. El 17 de mayo de 2006 todo el municipio de Strzelecki/Klein Strehlitz fue declarado bilingüe en alemán y polaco, y el 24 de noviembre de 2008 se oficializó también el antiguo nombre alemán de Lorenzdorf.